# 田島公
田島 公（たじま いさお、1958年 - ）は、日本の歴史学者、東京大学史料編纂所教授。専門は日本古代史・日本目録学。

## 概略
長野県生まれ。1986年、京都大学大学院文学研究科博士後期課程中途退学。宮内庁書陵部陵墓課陵墓調査室員・同編修課皇室制度調査室員（実録編修室兼務）・同編修課皇室制度調査室主任研究官を経て、1997年、文部省に出向、東京大学史料編纂所助教授。2006年、東京大学史料編纂所教授。

## 著書

### 共編
- 『今日の古文書学〈第12巻〉史料保存と文書館』（雄山閣出版、2000年）
- 『史料から読み解く三河』（笠間書院、2012年）
- 『近衞家名宝からたどる宮廷文化史』（笠間書院、2016年）
- 『禁裏・公家文庫研究 第一輯』（思文閣出版、2003年）
- 『禁裏・公家文庫研究 第二輯』（思文閣出版、2006年）
- 『禁裏・公家文庫研究 第三輯』（思文閣出版、2009年）
- 『禁裏・公家文庫研究 第四輯』（思文閣出版、2012年）
- 『禁裏・公家文庫研究 第五輯』（思文閣出版、2015年）
- 『禁裏・公家文庫研究 第六輯』（思文閣出版、2017年）